# 녜룽전
녜룽전(聂荣臻(중국어 간체자: 聂荣臻, 정체자: 聶榮臻, 병음: Niè Róngzhēn, 한자음: 섭영진), 1899년 12월 29일~1992년 5월 14일)은 중화인민공화국의 군인 겸 정치인이자 중공 인민해방군의 육군 원수 계급을 지낸 장성이다. 중화인민공화국의 베이징 시장과 중공 내각 국무원 부총리와 공산당 중앙군사위원회 부위원장을 역임하였다.

## 생애
청 시대 말기 쓰촨 성 충칭 근처의 장진 현(현재는 중화인민공화국 충칭 시에 편입되어 장진 구가 되었다)의 지식인 가정에서 태어났다. 1920년 일하면서 공부하는 이른바 "근공검학"이라는 프로젝트에 의해 프랑스로 유학을 가서 같이 함께 유학을 왔던 저우언라이와 서로 알게 되었다. 1921년 벨기에로 가서 공학을 공부했고, 1923년 공산당에 입당(가입)했다. 1924년 소련에서 군사학을 공부하고 1925년 귀국하여 황푸군관학교에서 공부하였다. 이후 일방적으로 국민당군에 포섭되어 황푸군관학교의 정치부 장교로 일하다가, 국공합작이 결렬되자 국민당군에서부터 파문되고, 결국 그렇게 국민당군을 탈주하여 난창 봉기에 가담했다. 이후 각지의 봉기에 참여하다 마오쩌둥과 주더의 홍군 제1방면군에 가담하였다.
이후로는 제2차 국공합작이 성립되자 팔로군 제115사단의 부사단장을 맡아 사단장 린뱌오와 함께 일본군과 싸웠다. 일본의 항복 이후 국공내전이 재발했는데 이때 중국인민해방군 제4야전군의 정치위원이 되어 1949년 베이징과 톈진의 국민당군을 분쇄하는 데에 공을 세웠고, 1949년부터 1951년까지 베이징 시장을 역임했다.

### 1950년 한국 전쟁 관련
이후 인민해방군 총참모장 직책을 맡아 한국전쟁에서 공산군측의 작전을 입안했다.

### 1949년 중화인민공화국 성립 이후의 정치
1955년 인민해방군에 군 장성 계급 제도가 도입되자 《중화인민공화국 원수》의 계급을 받았다. 이후 국무원 부총리, 국가과학기술위원회 주임, 국방과학위원회 주임을 맡아 인민해방군의 무기현대화에 공헌했고, 중국의 핵무기개발을 주도했다.

### 최후
한때 문화대혁명 기간 중에는 《'중화인민공화국 공산당 국방위원회 부위원장 겸 위원장 직무대리'》라는 자리를 잃었으나, 마오 사후 사인방의 체포에 주도적 역할을 했다. 다른 한편 1959년 9월 10일부터 1987년 1월 8일까지 중화인민공화국 공산당 중앙군사위원회 부위원장 직책을 맡았다.

## 주요 경력
- 중공 수도 베이징 시장 겸 중국공산당 당무위원
- 중화인민공화국 국무원 내각 부총리
- 중국공산당 국방위원회 부위원장 겸 위원장 직무대리
- 중국공산당 중앙군사위원회 부위원장
- 중국공산당 명예고문위원

## 가족 관계
- 본인: 녜룽전(聂荣臻(섭영진), 1899년~1992년)
- 배우자
  - 사별 초배: 룽성셴(龍升賢(용승현), 1897년~1988년, ; 1915년 첫번째 결혼. 1919년 이혼. 1971년 재결합. 1988년 상배.)
  - 재혼 계배: 장루이화(張瑞華(장서화), 1909년~1995년, ; 1928년 두번째 결혼. 1971년 이혼. 1989년 재결합.)
- 자녀: 1녀
  - 딸: 녜리(聂力(섭역), 1930년생. ; 장루이화 소생.)